# إليوثيري (كافالا)
إليوثيري (Ελευθεραί) هي قرية تابعة لبلدية بانجايو في الوحدة الإقليمية كافالا، في منطقة مقدونيا الشرقية وتراقيا. بلغ عدد سكانها 1,303 نسمة حسب تعداد 2011. تقع على ارتفاع 10 أمتار. كان سكانها مختلطين من المسيحيين والمسلمين حتى تبادل السكان في عام 1923،  ثم استقرت 147بها عائلة مهاجرة.  مع تطبيق برنامج كابوديسترياس، انضمت إلى بلدية إليفثريون وكانت تنتمي سابقًا إلى كومونة إليفثريون. 
تتميز القرية بالمنازل الحجرية التقليدية. كانت هناك 14 كنيسة في القرية، نجت منها كنيسة العميد الأعظم، ويعود تاريخ المبنى الحالي إلى عام 1891. تطوف صور من كنيسة العميد حول القرية في اليوم الثالث من عيد الفصح ويتبع ذلك وليمة. يوجد في القرية نصب تذكاري لمعركة فازوبترا.  تم العثور على مقبرة قديمة تعود إلى أواخر العصر القديم الكلاسيكي في كومو لوفوس. 